# 麻蓬天主教堂
麻蓬天主教堂位于中国浙江省衢州市柯城区石梁镇麻蓬村，始建于清道光十年（1830），原为中式房屋，民国元年（1912）改建为西式。建筑坐西朝东，门面呈四柱牌坊式，周围原附建有神父住宅、修女住宅、培信小学、育婴室及传教士墓地等，教堂所在的麻蓬村亦为天主教教徒聚居村。曾是历史上“衢州教案”发生地之一。
西式教堂，又名主教堂，民国元年（1912年）建造，现在保存完整，目前是教徒每天做弥撒的场所。是麻蓬天主教堂建筑群中体量最大的建筑，保存最为完好。
神父楼及大厅是麻蓬天主教堂建筑群唯一的一座三层建筑，又名领报堂，光绪23年（1897年）建造，位于西式教堂东北部。建筑坐西朝东，占地面积159.11平方米，建筑面积439.51米，面宽三开间13.9米，进深带走廊11.15米，建筑呈长方形，卵石墙基，条石阶岩，内外墙体均为青砖空斗砖墙，外墙西侧两处设齿轮状欧式线脚。该建筑为穿斗式梁架，四坡顶结构，小青瓦屋面。